# Lijst van weg- en veldkapellen in Simpelveld
Dit is een onvolledige lijst van veldkapellen in de gemeente Simpelveld. Kapelletjes komen vooral in het zuiden van Nederland voor en werden dikwijls gebouwd ter verering van een heilige.
| Kapel                                               | Adres                               | Plaats                    | Bouwperiode  | Architect        | Foto                                            |
| --------------------------------------------------- | ----------------------------------- | ------------------------- | ------------ | ---------------- | ----------------------------------------------- |
| Kapel Overhuizen                                    | Overhuizerstraat 2                  | Bocholtz                  | 1330 en 1822 |                  | Kapel Overhuizen                                |
| Mariakapel                                          | Broek-Prickart-Kievit               | Bocholtz-Broek            | 1950         |                  |                                                 |
| Heilig-Hartkapel (Kloosterpark)                     | Kloosterstraat-Hoogenberg (voetpad) | Simpelveld                | 1925 en 2009 |                  | Heilig-Hartkapel Simpelveld                     |
| Lourdesgrot                                         | Kloosterstraat-Hoogenberg (voetpad) | Simpelveld                | 1954         |                  | Lourdesgrot Simpelveld                          |
| Kruiswegstatiekapelletjes (Kloosterpark)            | Kloosterstraat-Hoogenberg (voetpad) | Simpelveld                | 1925 en 2009 |                  | Kruiswegstatiekapelletjes Simpelveld            |
| Mariakapel (niskapel)                               | Schanternelsweg (Klingeleberg)      | Simpelveld                | 1950         |                  | Mariakapel Simpelveld                           |
| Kapel Sint-Anna-te-Drieën (Kloosterpark) (niskapel) | Kloosterstraat-Hoogenberg (voetpad) | Simpelveld                |              |                  | Kapel Sint-Anna-te-Drieën                       |
| Onze-Lieve-Vrouw-Sterre-der-Zeekapel                | Rodeput                             | Simpelveld                | 1951         |                  | Onze-Lieve-Vrouw-Sterre-der-Zeekapel Simpelveld |
| Heilig-Hartkapel                                    | Bosschenhuizen-Weegerweg            | Simpelveld-Bosschenhuizen | 1958         | A. Brennickmeyer | Heilig-Hartkapel Bosschenhuizen                 |
| Sint-Jozefkapel                                     | Brandstraat                         | Simpelveld                |              |                  | Sint-Jozefkapel                                 |